# أجيرا، غضب الرب (فلم)
أجيرا، غضب الرب (بالألمانية: Aguirre, der Zorn Gottes) هو فيلم أكشن، ومغامرت، وسيرة ذاتية إنتاج سنة 1972. كتبه وأخرجه المخرج الألماني فرنر هرتزوغ ومن بطولة كلاوس كينسكي. يدور الفلم حول رحلة قامت بها مجموعة من الغزاة الأسبان في القرن السادس عشر، بعد عدة عقود من تدمير إمبراطورية الإنكا بحثًا عن الذهب في مدينة إلدورادو الأسطورية، الموجودة عند منابع نهر الأمازون الكبير، وهناك وثيقة وحيدة متبقية عن هذه الرحلة كتبها المبشّر «جاسبار دي كارفاجال» تحوى يوميات الرحلة التي انتهت نهاية مؤلمة.

## الممثلون
- كلاوس كينسكي: في دور لوبي دي أغيري
- هيلينا روخو: في دور إينيس دي أتينزا
- روي جويرا: في دور دون بيدرو دي أورثوا
- ديل نيجرو: في دور الأخ غاسبار دي كارفاخال
- بيتر بيرلينج: في دور دون فرناندو دي جوزمان
- سيسيليا ريفيرا: في دور فلوريس دي أغيري
- دانيال أديث: في دور بيراتشو
- إدوارد رولاند: في دور أوكيلو
- أرماندو بولانا: في دور أرماندو
- أليخاندرو ريبوليس: في دور جونزالو بيزارو
- جوستو غونزاليس: في دور غونزاليس[8][9][10]

أحداث الفيلم
يرحل القائد «جونزالو بيتزارو» مبعوث الملك الإسباني للبحث عن مدينة إلدورادو.
يكتشف القائد «جونزالو» صعوبة الطريق فيختار مجموعة صغيرة منهم لمواصلة الرحلة ومن بينهم القائد «اجيرا».
يسيطر على القائد «اجيرا» الرغبة في السيطرة والخلود حتى انه اصطحب في رحلته ابنته ليتزوجها هو ويخلد نسله بينما يسيطر على أفراد فرقته العزلة والحصار والخوف من المجهول والتضائل البشري أمام سلطان الطبيعة البدائية.
«اجيرا» يأمر أحد جنوده بقصف جثث القتلى على القارب حتى يمنع قائد الحملة من المخاطرة للعودة لإنقاذهم حتى لا يتعرضوا لمخاطرة تعطيل الرحلة. يسيطر «اجيرا» على جنوده بتشجيعهم على المضي نحو طموحاتهم ولو كان ذلك على حساب أخلاقيات الزمالة أو الالتزام نحو المملكة الإسبانية، لذا يتطور معه الأمر ليقود تمرد على قائد الرحلة، ثم ليعلن الانفصال عن التاج الاسباني وتأسيس إمبراطورية خاصة.
يسيطرجو من العزلة والابتعاد عن المركز والجرأة على فعل الفظاعات ويكتسب «اجيرا» من هذه الاجواء القدرة على التمادي بطموحه والإبحار بأحلامه ليصبح في النهاية وحيدا على طوافة تسبح في البحر وعلى سطحها «اجيرا» ومجموعة من النسانيس تمرح وتتسلق على جثث واسلحة الرجال ولا يزال «اجيرا» يهذى باحلامه.

## الإنتاج

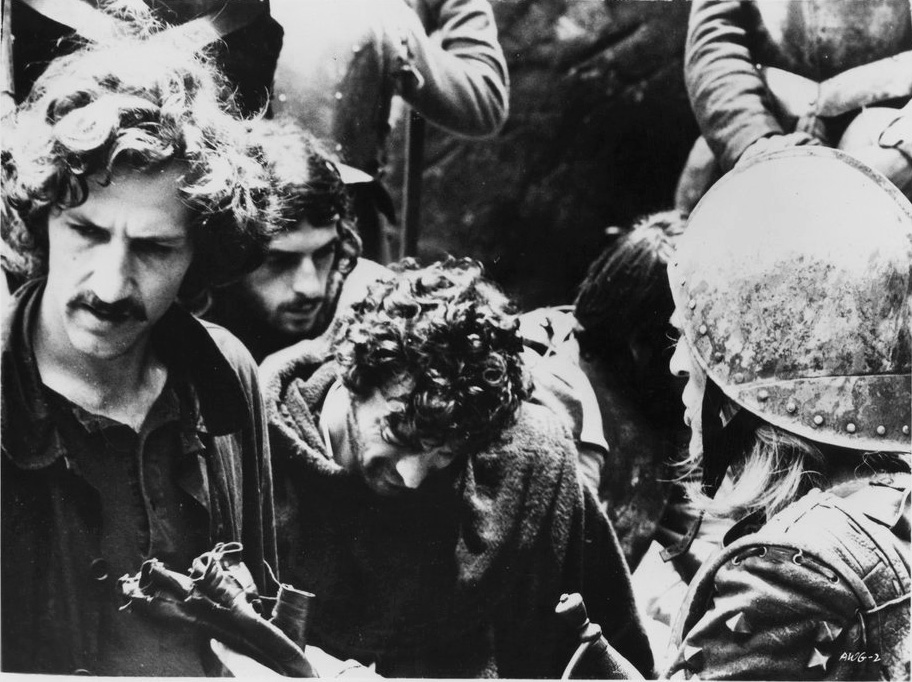

نشأت فكرة الفيلم من كتاب مغامرات تاريخية استعاره «هرتزوغ» من صديق وقرأ فيه قصة القائد أجيرا وأضاف إلى القصة أحداث وشخصيات من خياله. وفي نوبة من الانفعال بالقصة تمكن من الانتهاء من كتابتها في يومين فقط! تم تصوير الفيلم في ستة أسابيع وتكلف 370 ألف دولار ذهب ثلثهم إلى الممثل «كلاوس كينسكي».

## الموسيقى
أسند «هرتزوغ» الموسيقى التصويرية لفريق اعتمد عليه في أفلام أخرى من إخراجه وهو فريق «بوبل فوه» وهو فريق يعزف موسيقى السيكاديلك والموسيقى الجديدة في ذلك الوقت. الموسيقى هنا كانت في مواطن كثيرة في الفيلم تبعث على الجمود والتخدير (أي تقوم بتعليق المشاهد في وضعية جمود وترقب). استخدم موسيقى يعزفها جهاز الميلوترون وهو أورج يناسب العزف مع كورال الكنائس. نجح فريق «بوبل فوه» في العزف بما يناسب «الميزانسين» (تعبير يستخدم لوصف التصميم والإعداد في لقطات الفيلم).

## الإصدار
تم إنتاج الفيلم جزئيا بمعرفة محطة تلفزيون ألمانيا الغربية وأصبح من الأفلام التي تندرج تحت مجموعة الأفلام التي يحبها بعض المشاهدين إلى حد يقترب من الهوس أو التقديس!

## النقد
اعتبرالناقد الأمريكي روجر إيبرت هذا الفيلم على رأس قائمة أفضل الأفلام التي شاهدها حتى اليوم، بينما قال الناقد الأمريكى جاي هوبرمان إن هذا فيلم ليس فقط رائع، ولكنه ضروري وهو علامة في فن السينما وأيضا هو مجازا يصف المجتمع، أما السينمائي الهندي «سانتوش سيفان» وضعه في قائمة أفضل عشرة أفلام عالمية، وصنفته مجلة الرولنج ستونز ضمن قائمة أفضل 100 فيلم عام 1999، ووضعت مجلة التايم هذا الفيلم في قائمة أفضل مائة فيلم في التاريخ.

## وصلات خارجية
- مقالات تستعمل روابط فنية بلا صلة مع ويكي بيانات